# 금오산 (경북)
금오산(金烏山)은 대한민국 경상북도 구미시, 칠곡군, 김천시에 걸쳐 있는 높이 976m의 산이다. 전체 면적은 37.65제곱킬로미터이며 동쪽에 최고봉인 현월봉을 비롯해 약사봉(958m), 보봉(933m) 등이 솟았고 남쪽에는 만봉(873m), 서쪽에는 서봉(851m)이 자리한다.

## 개요
1970년 6월 1일에 도립공원 제1호로 지정되었다. 영남팔경의 하나로 불리며, 자연보호운동의 발상지이기도 하다. 2001년 5월 10일에 대한민국 최초로 ISO로부터 환경관리분야 국제표준인증 ISO 14001을 획득하였다.
경부고속선의 터널이 금오산을 관통하며, 이 구간은 4번 국도와 더불어 김천시 남면과 칠곡군 북삼읍이 정면으로 만나는 지점이다. 따라서 경부고속선은 구미시를 아예 지나가지 않는다.

## 지질
금오산 주변 지역에는 시생대와 원생대에 속하는 화강편마암과 화강암으로 이루어져 있으며, 암석이 노출된 화강암 부분이 많고 화강편마암이 일부 산재해 있다. 금오산 중심 지역에는 중생대 백악기의 화산암류가 분포한다.
구미 지질도폭의 금오산 화산암류는 금오산 지역인 구미시 남통동, 수정동, 김천시 남면 오봉리, 칠곡군 북삼읍 숭오리의 경계 지역에 분포하는 화산암으로 유문암질암과 안산암질암(유문암, 유문암질 석영안산암, 및 각력질 안산암)이 교호한다. 선캄브리아기 화강편마암과 경상 누층군 낙동층에 대해 분출 내지 관입하였다. 영명사 부근에서는 유문암 하부에 셰일과 역암 지층이 소규모 분포하는데 이들은 규화되어 있다. 금오산 화산암류 내에는 여러 방향의 절리가 발달한다.
황상구 외(2021)에 의하면, 금오산 칼데라의 직경은 3.5×5.6 km 이고 칼데라 북부에서 350 m, 남부에서 600 m 내려앉은 비대칭 침하를 보이는 지루 구조를 나타낸다. 또한 황상구 외는 금오산 지역 화산암류를 하부로부터 백악기의 구미층, 안산암질암류인 영암산 응회암, 부상리 안산암, 유문암질암류인 오봉리 응회암, 도선굴 유문암, 금오산 응회암과 암맥으로 구분하였다.

### 구미층
구미 지질도폭에서는 낙동강 서부인 금오산 지역에 경상 누층군 낙동층이 분포한다고 하였지만 황상구 외(2021)는 이 지층이 주로 녹회색 내지 회색의 사암, 역암과 셰일로 구성되며 상부에서는 저색 사암과 이암이 협재된다고 하여 경상 누층군의 지층과 대비가 어렵다고 하여 구미층으로 명명하였다.

### 안산암질암류
영암산 응회암은 구미층과 화강편마암을 부정합으로 덮으며 지층의 두께는 최고 300 m이다. 그 위의 부상리 안산암은 최고 200 m의 두께를 보이나 측방 변화가 심하고 사장석을 다량 함유하고 소량의 각섬석을 포함한다.

### 유문암질암
오봉리 응회암은 부상리안산암 위에 놓이고 도선굴 유문암에 의해 덮이며 두께는 약 150 m 이상으로 추정된다. 대부분 라필리 응회암으로 층리가 불량하나 최상부 약 15 m 가량은 층리가 발달하는 층상 응회암이다. 그 위의 도선굴 유문암은 거의 다 용암류이며 북동부 계곡에서 최대 약 350 m의 두께를 보이고 남서쪽으로 갈수록 얇아지며 남동쪽에서 지표에 노출되지 않는다.

### 금오산 응회암
금오산 응회암은 칼데라 형성과 직접 연관된 응회암으로 두께는 최고 600 m이다.

### 유문암맥
유문암맥은 칼데라의 경계를 따라 환상(環狀; 고리 모양)으로 분포하며 회백색 내지 유백색을 띠는 석정질 유문암
(stony rhyolite)으로 구성된다. 이 암맥은 칼데라 함몰에 의한 환상 단층을 따라 유문암질 마그마가 관입한 것이다.

## 봉우리
- 현월봉(懸月峰)
- 약사봉(藥師峯)
- 보봉(普峯)
- 남봉(南峯)
- 서봉(西峯)

## 방송 송신 시설
| 디지털TV       |                  |           |                     |        |                                   |
| 가상채널       | 방송국명         | 호출부호  | 물리채널            | 출력   | 가시청권                          |
| CH 6-1         | TBC DTV          | HLDE-DTV  | CH 39               | 0.1㎾  | 김천, 구미, 성주, 칠곡, 군위 일부 |
| CH 7-1         | KBS대구 DTV2     | HLQH-DTV  | CH 44               | 0.1㎾  | 김천, 구미, 성주, 칠곡, 군위 일부 |
| CH 9-1         | KBS대구 DTV1     | HLKG-DTV  | CH 43               | 0.1㎾  | 김천, 구미, 성주, 칠곡, 군위 일부 |
| CH 10-1        | EBS 1TV          | HLQL-DTV  | CH 46               | 0.1㎾  | 김천, 구미, 성주, 칠곡, 군위 일부 |
| CH 10-2        | EBS 2TV          | HLQL-DTV  | CH 46               |        | 김천, 구미, 성주, 칠곡, 군위 일부 |
| CH 11-1        | 대구MBC DTV      | HLCT-DTV  | CH 45               | 0.09㎾ | 김천, 구미, 성주, 칠곡, 군위 일부 |
| FM라디오       |                  |           |                     |        |                                   |
| 주파수         | 방송국명         | 호출부호  |                     | 출력   | 가시청권                          |
| 105.9㎒        | febc대구극동방송 | HLKK-FM   |                     | 200W   | 구미, 성주, 칠곡일부              |
| 107.1㎒        | EBS FM           | HLQL-FM   |                     | 0.1㎾  | 김천, 구미, 성주, 칠곡 일부       |
| 지상파 DMB     |                  |           |                     |        |                                   |
| 방송국명       | 채널목록         | 호출부호  | 채널(주파수)        | 출력   | 가시청권                          |
| myMBC (경북권) | myMBC TV         | HLAW-TDMB | CH 7-A (175.280MHz) | 90W    | 김천, 구미, 성주, 칠곡, 군위 일부 |
| U-KBS          | KBS STAR         | HLKG-TDMB | CH 7B (77.008MHz)   | 90W    | 김천, 구미, 성주, 칠곡, 군위 일부 |
| U-KBS          | HD KBS STAR      | HLKG-TDMB | CH 7B (77.008MHz)   | 90W    | 김천, 구미, 성주, 칠곡, 군위 일부 |
| U-KBS          | KBS HEART        | HLKG-TDMB | CH 7B (77.008MHz)   | 90W    | 김천, 구미, 성주, 칠곡, 군위 일부 |
| U-KBS          | KBS MUSIC        | HLKG-TDMB | CH 7B (77.008MHz)   | 90W    | 김천, 구미, 성주, 칠곡, 군위 일부 |
| TBC            | TBC u            | HLDG-TDMB | CH 7C (178.736MHz)  | 90W    | 김천, 구미, 성주, 칠곡, 군위 일부 |
| TBC            | mYTN             | HLDG-TDMB | CH 7C (178.736MHz)  | 90W    | 김천, 구미, 성주, 칠곡, 군위 일부 |

## 같이 보기
- 한국의 산